# Sait Gaye
Alh. Sait Gaye (* im 20. Jahrhundert) ist ein ehemaliger Seyfo (auch die engl. Bezeichnung Chief ist geläufig) für den gambischen Distrikt Sabach Sanjal.

## Leben
Gaye ist seit mindestens 2012 Seyfo. Er wurde im Februar 2019, aus Altersgründen von der Regierung seines Amtes enthoben. Die Medien stellten den Vorgang so dar, als wäre er ohne Angabe von Gründen seines Amtes enthoben worden. Malick Bouy wurde sein Nachfolger.

## Auszeichnungen und Ehrungen
- 2016: July 22nd Revolution Award